# Лейзерсон, Чарльз Эрик
Чарльз Э́рик Ле́йзерсон (англ. Charles Eric Leiserson; 10 ноября 1953 года) — американский специалист в области информатики. Профессор Массачусетского технологического института. Специализируется на теории параллельных и распределённых вычислений и частично — практическим её применениях. Работая в этом направлении, разработал язык программирования Cilk для многопоточных вычислений, который использует один из лучших алгоритмов захвата задачи (англ. work-stealing) при планировании.
Он изобрёл топологию «толстое дерево» — универсальную схему сетевого соединения, применяющуюся во многих суперкомпьютерах, в том числе в «Машине соединений» CM5. Лейзерсон помогал в разработке основ теории СБИС — сверхбольших интегральных схем, в частности метода хронометража для цифровой оптимизации (совместно с Джеймсом Б. Саксом) и систолическими массивами (совместно с Кун Сянчуном). Он также предложил идею нетребовательных к кэшу алгоритмов (en:cache-oblivious), которые не имеют настроечных параметров (по размеру и длине строки) для использования кэша, но всё же используют его почти с максимальной эффективностью.
Лейзерсон получил степень бакалавра по компьютерным наукам и математике в Йельском университете в 1975 году, и степень доктора философии по компьютерным наукам в Университете Карнеги—Меллон в 1981 году, его научными руководителями были Джон Бентли и Кун Сянчун.
Позже он перешёл в Массачусетский технологический институт, где сейчас преподаёт. Кроме того, он руководитель исследовательской группы Теории вычислений на Кафедре компьютерных наук и искусственного интеллекта, а раньше он был директором исследовательского отдела компании Akamai Technologies. Он основатель и начальник технологического отдела корпорации Cilk Arts, недавно созданной фирмы по развитию концепции Cilk для многоядерных вычислительных машин.
Диссертация Лейзерсона, «Зонально эффективные вычисления с помощью СБИС» (Area-Efficient VLSI Computation), выиграла первую награду на конкурсе Ассоциации вычислительной техники по докторским диссертациям. В 1985 году Национальный научный фонд США вручил ему «Президентскую награду для молодых исследователей». В 2006 году он получил звание Действительного члена Ассоциации вычислительной техники.
Совместно с Томасом Корменом, Рональдом Ривестом и Клиффордом Штайном, он является автором учебника «Алгоритмы: построение и анализ», которая стала фундаментальным трудом в этой области.